# 히라카정 (아키타현)
히라카정(平鹿町) 아키타현  요코테 시에 있는 지구이다. 인구는 11,449명(2020년 10월1일 현재, 국제조사에 의한다.
2005년(헤세이 17년) 10월 1일에 시정촌 합병에 의해서 요코테 시가 된 구 히라카군 히라카정의 구역을 그대로 계승하고 있다. 히라카초 아사마이, 히라카초 카미요시다, 히라카초 시모나베쿠라, 히라카초 시모요시다, 히라카초 다루미나이, 히라카초 다이고, 히라카초 나카요시다의 7대자로 이루어진다.

## 지리
요코테 시의 중앙부에 위치한다 .마을 서부에 유자와 요코테 도로(도호쿠 중앙 자동차도)와 국도 13호, 오우 본선이 종관하고 중앙부에는 국도 107호가 북동부에서 서부에 걸쳐 횡단하고 있다.거리의 중심지는 요코테 시청 히라카 청사(히라카 지역국) 주변에 있으며 히라카 평생 학습 센터, 히라카 체육관, 아사마이 공원 등이 소재한다.

## 역사
- 1889년 4월 1일 - 정촌제 시행으로 히라카군 아사마이촌, 요시다촌, 다이고촌이 성립하였다.
- 1895년 8월 30일 - 아사마이촌이 정으로 승격하였다.
- 1951년 11월 15일 - 일본국유철도 오우 본선이 개업하였다.
- 1956년 9월 20일 - 아사미야정 요시다촌과 합병해 히라카정이 탄생하였다.
- 1962년 6월 1일 - 정장이 제정되었다.
- 2005년 9월 24일 - ABS 아키타 방송에서, 히라카정 기획 제작의 「고마워 히라카정」이라는 기념 프로그램이 방영되었다.
  - 10월 1일 요코테시, 마스다정, 오모리정, 주몬지정, 산나이정, 다이유촌과 합병해 요코테시가 신설해 동년 히라카정은 폐지되었다.

## 교통

### 철도
- 동일본 여객철도 오우 본선

### 도로
- 국도 13호
- 국도 107호